# Irshad Manji
Irshad Manji – kanadyjska pisarka i dziennikarka pochodzenia hindusko-egipskiego, propagująca reformy i postępową interpretację islamu. Kierowniczka Moral Courage Project w Robert F. Wagner Graduate School of Public Service przy New York University. Założycielka organizacji zajmującej się promowaniem krytycznego myślenia i debaty w tradycji islamu – Ijtihadu.

## Życiorys
Irshad Manji urodziła się w Ugandzie w 1968 roku, gdy miała cztery lata jej rodzice przenieśli się do Kanady w wyniku wygnania Hindusów z Ugandy przez Idi Amina. Uczęszczała zarówno do szkoły świeckiej, jak i religijnej muzułmańskiej madrasy. Studiowała na University of British Columbia.

## Publikacje
- Trouble with Islam 2004 ; przekład polski „Kłopot z islamem” (2005)
- Allah, Liberty and Love (2011)
- Film Faith without Fear

Jako dziennikarka pisze na łamach The New York Timesa, The Wall Street Journal oraz londyńskiego The Times